# Koczargi Stare
Koczargi Stare – wieś w Polsce położona w województwie mazowieckim, w powiecie warszawskim zachodnim, w gminie Stare Babice. Ma status sołectwa.
Koczargi wspomniane zostały w księgach w roku 1275. Wieś leżała na szlaku z Czerwińska nad Wisłą do Warszawy. Nazwa wsi pochodzi od staropolskiego słowa "koczerga" co oznaczało ostrze sierpa lub kosy.
W latach 1975–1998 miejscowość administracyjnie należała do województwa warszawskiego.

## O miejscowości
W Koczargach Starych znajduje się szkoła podstawowa. Wieś jest też połączona ze stolicą liniami autobusowymi 714 i 729 obsługiwanymi przez ZTM Warszawa. Przez wieś kursują także busy linii komunikacji lokalnej 96 organizowane przez Grodziskie Przewozy Autobusowe od grudnia 2024.